# Jazzy B
Jaswinder Singh Bains, popularmente conocido como Jazzy B o Jazzy Bains (n. 1 de abril de 1975, en Nawanshahr (Jalandhar), Punjab), es un actor, cantante y compositor indio, intérprete de temas musicales cantados en lengua bhangra. Cuando tenía unos 5 años de edad, su familia se mudó a Vancouver, Canadá. Sus hermanos son Jujhar Singh Kandola, Rimpy Bains, Gaba Bains, Roma y Goma. Actualmente reside en Birmingham, Inglaterra. Ha lanzado 11 álbumes de estudio, con dos temas musicales religiosas. Ha colaborado en muchas pistas y dos de sonido. Ha sido apodado como el príncipe de Bhangra.  Se declara además fan de Kuldeep Manak.

## Carrera
En el 2012 hizo su debut como actor en una película titulada "Best of Luck", junto al actor y cantante Gippy Grewal y con la Miss Universo del 2008, Simran Kaur Mundi. El rodaje de esta película comenzó en Vancouver, Canadá, en mayo del 2012. En el 2014, participó en otra película titulada, "Romeo Ranjha", anteriormente titulada "Rambo Ranjha". Debido a los problemas de derechos de autor, las películas nombradas han sido cambiados. En una noticia publicada en abril, se reveló que durante el rodaje de la película "Romeo Ranjha", Jazzy B experimentó lesiones graves que incluso estuvo cercana a la muerte, lo que le permitió a tener más experiencia durante los rodajes de mayor riesgo.

## Discografía
| Año  | Álbum              | Etiqueta                                    | Información       | Música            |
| ---- | ------------------ | ------------------------------------------- | ----------------- | ----------------- |
| 2017 | Folk N Funky 2     | Zee Music Company                           | Tracks 12         | Sukshinder Shinda |
| 2011 | Maharajás          | MovieBox/Speed Records/Music Waves          | Tracks 12         | Sukshinder Shinda |
| 2008 | Rambo              | MovieBox/Speed Records/Planet Recordz       | Tracks 11         | Sukshinder Shinda |
| 2004 | Romeo              | MovieBox/Tips/Music Waves                   | Tracks 10         | Sukshinder Shinda |
| 2002 | Tera Roop          | MovieBox/Tips/Music Waves                   | Tracks 9          | Sukshinder Shinda |
| 2001 | Oh Kehri           | MovieBox/Music Waves/Tips                   | Tracks 8          | Sukshinder Shinda |
| 2000 | Stayin' Real Surma | Kiss Records/Music Waves/Tips               | Tracks 9 Tracks 8 | Sukshinder Shinda |
| 1999 | All Eyez On Me     | Kiss Records/SuperTone Melodies/Music Waves | Tracks 9          | Sukshinder Shinda |
| 1997 | Folkal Attraction  | Kiss Records/SuperTone Melodies/Music Waves | Tracks 8          | Sukshinder Shinda |
| 1995 | Folk 'N Funky      | Kiss Records/SuperTone Melodies/Music Waves | Tracks 8          | Sukshinder Shinda |
| 1994 | The Canadian Spice | SuperTone Melodies                          | Tracks 11         | Sukshinder Shinda |
| 1993 | Ghugian Da Jorra   | Kiss Records/SuperTone Melodies             | Tracks 8          | Sukshinder Shinda |

### Álbumes extraoficiales
| Año  | Álbum                    | Etiqueta                                | Información |
| ---- | ------------------------ | --------------------------------------- | ----------- |
| 2007 | Kaun Nachdi              | Oriental Star Agencies Tips Music Waves | Tracks 5    |
| 2003 | Pyar Da Mukadma          | Venus Records                           | Tracks 8    |
| 2002 | Get Back (Re - Released) | Venus Records                           | Tracks 7    |
| 2000 | Chak De Boli             | Tips                                    | Tracks 8    |
| 2000 | Dil Aa Gaya Tere Te      | Venus Records                           | Tracks 8    |
| 1994 | Get Back                 | Kiss Records/SuperTone Melodies         | Tracks 7    |

### Religiosos
| Año  | Álbum                   | Etiqueta                  | Información |
| ---- | ----------------------- | ------------------------- | ----------- |
| 2017 | Qissa Bhai Mati Dass    | MovieBox/Speed Records    | Tracks 8    |
| 2003 | Sikhi Khandiyon Tikhi   | MovieBox/Tips/Music Waves | Tracks 9    |
| 1999 | Singhan Di Kaum Bahadur | MovieBox/Tips/Music Waves | Tracks 9    |

### Bandas sonoras
| Año  | Canción                     | Película                         | Etiqueta        | Música                    |
| ---- | --------------------------- | -------------------------------- | --------------- | ------------------------- |
| 2016 | Love The Way You Dance      | Tutak Tutak Tutiya               | T-Series        | Millind Gaba              |
| 2015 | Zalim Dilli (con Hard Kaur) | Dilliwali Zaalim Girlfriend      | T-Series        | Tigerstyle                |
| 2014 | Ghora                       | Yoddha                           | Speed Records   | Popsy (The Music Machine) |
| 2014 | 26 Ban Gai                  | Double Di Trouble                | Speed Records   | Popsy (The Music Machine) |
| 2013 | Baghi                       | Sadda Haq                        | Jazzy B Records | Jassi Bros.               |
| 2013 | Jugni                       | Saheb, Biwi Aur Gangster Returns | Junglee Music   | Sandeep Chowta            |
| 2012 | Fukraa                      | Rush                             | T-Series        | Pritam                    |
| 2006 | Chuk De Punjabi             | Teesri Aankh: The Hidden Camera  | Tips            | Sukshinder Shinda         |
| 2000 | Udham Singh                 | Shaheed Uddham Singh             | MovieBox        | Sukshinder Shinda         |

### Singles
| Año  | Canción                                                                   | Etiqueta                                   | Música                                    |
| ---- | ------------------------------------------------------------------------- | ------------------------------------------ | ----------------------------------------- |
| 2013 | Feem (Cut Like A Diamond)                                                 | Replay Music/Sony Music India              | Partners In Rhyme                         |
| 2014 | Rise Above Hate                                                           | Jazzy B Records/MTV Spoken Word Production | MG (Millind Gaba)                         |
| 2015 | Most Wanted FT Mr. Capone-E & Snoop Dogg                                  | Jazzy B Records/MTV Spoken Word Production | Ji-Madz EWC                               |
| 2015 | Repeat                                                                    | Speed Records                              | JSL                                       |
| 2016 | Attwaadi ft Kaur B                                                        | Speed Records                              | Dr. Zeus                                  |
| 2016 | Leap Wala Saal                                                            | Speed Records                              | DJ Flow                                   |
| 2016 | Dynamite                                                                  | Moviesbox                                  | Dr. Zeus                                  |
| 2016 | Shikaar (con Kaur B & Amrit Maan)                                         | Speed Records                              | Preet Hundal                              |
| 2017 | DJ Waleya                                                                 | MovieBox/Speed Records                     | Tru Skool                                 |
| 2017 | Dulla (con Surinder Shinda)                                               | Sony Music India                           | Charanjit Ahuja                           |
| 2017 | Twerk It (con Hard Kaur y Honey Singh)                                    | T-Series                                   | Honey Singh                               |
| 2017 | Gabru Haan Da                                                             | Speed Records                              | Kuwar Virk                                |
| 2017 | Gaana La Geya (con Mankirt Aulakh)                                        | Speed Records                              | Gupz Sehra                                |
| 2017 | Bikini Wax                                                                | Speed Records                              | B Praak                                   |
| 2017 | Jeona Morh - The Avenger (Affair Part 2 featuring Elly Mangat and Kaur B) | Speed Records                              | Harj Nagra, J Statik, Deep Jandu, BygByrd |
| 2017 | Khilaaf                                                                   | Speed Records                              | Mista Baaz                                |

### Colaboraciones a dúo
| Año  | canción                                   | Etiqueta                                        | Notas                                                             |
| ---- | ----------------------------------------- | ----------------------------------------------- | ----------------------------------------------------------------- |
| 2014 | Collaborations 3                          | MovieBox                                        | With Sukshinder Shinda (dúo collaboration)                        |
| 2014 | Mitran De Boot (Single)                   | Jazzy B Records & Speed Records                 | With Kaur B & Dr. Zeus                                            |
| 2014 | Singhan Diyan Gadiyan (Single)            | Speed Records & Moviebox                        | With Popsy The Music Machine                                      |
| 2013 | The Holi War (Single)                     | Benaras Media Works                             | With Bappi Lahiri                                                 |
| 2012 | The Folk King - A Tribute To Kuldip Manak | MovieBox                                        | With Aman Hayer                                                   |
| 2012 | This Party Gettin' Hot (Single)           | Jazzy B Records/Speed Records                   | With Yo Yo Honey Singh                                            |
| 2010 | Naag 2 - Hyper                            | Kamlee Records Ltd/Speed Records/Planet Recordz | With Popsy The Music Machine (dúo collaboration)                  |
| 2009 | Satguru Mera                              | MovieBox/StarMakers/Music Waves                 | With Sukhshinder Shinda (dúo collaboration in tracks 2, 4, 6 & 9) |
| 2009 | Collaborations 2                          | Planet Recordz                                  | With Sukhshinder Shinda (dúo collaboration)                       |
| 2008 | Chargai Sohniye                           | Genie Records/Speed Records/Planet Recordz      | With Aman Hayer and DJ Kendall (dúo collaboration)                |
| 2006 | Collaborations                            | Planet Recordz                                  | With Sukhshinder Shinda (dúo collaboration)                       |
| 2002 | Ral Khushian Manaiye                      | Kiss Records/Tips                               | With Ranjit Mani, Sarbjit Cheema, and Balkar Sidhu                |
| 2001 | Hoye Hoye II                              | Kiss Records                                    | With DJ Sheikh                                                    |

## Filmografía
| Año  | Película          | Personaje | Notas                                      |
| ---- | ----------------- | --------- | ------------------------------------------ |
| 2013 | Jatt & Juliet 2   | Himself   | Special Appearance                         |
| 2013 | Best of Luck      | Goli      | PTC Punjabi Film Award for Best Male Debut |
| 2014 | Romeo Ranjha      | Romeo     | With Garry Sandhu                          |
| 2014 | Double Di Trouble | Himself   | Special Appearance                         |